# Kanton Auch-Nord-Est
Der Kanton Auch-Nord-Est war von 1973 bis 2015 ein französischer Wahlkreis in der Region Midi-Pyrénées. Er lag im Arrondissement Auch im Département Gers. Hauptort war Auch.
| Gemeinde     | Einwohner | Code postal | Code Insee |
| ------------ | --------- | ----------- | ---------- |
| Auch *       | 21.838    | 32000       | 32013      |
| Augnax       | 56        | 32120       | 32014      |
| Crastes      | 205       | 32270       | 32112      |
| Lahitte      | 185       | 32810       | 32183      |
| Leboulin     | 285       | 32810       | 32207      |
| Montégut     | 397       | 32550       | 32282      |
| Nougaroulet  | 290       | 32270       | 32298      |
| Puycasquier  | 424       | 32120       | 32335      |
| Tourrenquets | 117       | 32390       | 32453      |

* Teilbereich; die angegebene Einwohnerzahl bezieht sich auf die Gesamtstadt